# 元永定正
元永 定正（もとなが さだまさ、1922年〈大正11年〉11月26日 - 2011年〈平成23年〉10月3日）は、三重県出身の日本の画家、絵本作家。前衛美術作家として国内外で高い評価を得ており、多数の受賞歴がある（後述）。
造形作家の中辻悦子は妻。妻の中辻との共作として、2001年に全長30メートルに達する巨大アスレチック遊具型阪神・淡路大震災復興モニュメント「ゆめ・きずな」を制作した。

## 略歴

### 生誕から神戸転居まで
1922年（大正11年）11月26日、三重県阿山郡上野町桑町（現・三重県伊賀市上野）に長男として生まれる。
1938年（昭和13年）に地元の三重県上野商業学校（現・三重県立上野商業高校）を卒業後、大阪に転居し同地の機械工具店に就職した。当初は漫画家を志しており、この当時から漫画作品の投稿を開始していた。
職歴はその後日本国有鉄道（国鉄）に転職、同社の関西各営業所で勤務を経て1944年（昭和19年）地元の三重県上野町に帰郷し、同郷の洋画家であった濱邊萬吉に師事し、1946年に師の濱邊が局長を務めていた上野愛宕町郵便局に就職したことをきっかけとして本格的な油彩画を開始した。これに先立ち、1940年には大阪市にあった中之島洋画研究所（現・専門学校中の島美術学院）で洋画を学んでいた。
この帰郷時に地元で開催されていた各種文化活動にも積極的に参加・入選などを経験しており、また同時期に雑誌などに漫画連載を持っていた。
1950年に郵便局を辞し、その後に転職した山東林業も1952年にまた退職、弟のいた兵庫県神戸市に転居。

### 芦屋市展時代
神戸に居を移してからも転職を繰り返しつつ西宮美術教室への通学を開始した。当初は西宮市の美術展出品を行っていたが、後に芦屋市で開催されていた芦屋市展に作品出品の主軸を移し、絵画分野に留まらず彫刻、写真などの出品を行った。
なお、当時の芦屋市展には多くの抽象画が出品されており、これに影響を受けた元永が抽象画家に転向した後に同展8回展に出品した抽象画「寶がある」は同展覧会主催の吉原治良に絶賛されたとされる。また、芦屋市展には元永は渡米中の1967年20回展および阪神・淡路大震災による影響で中止となった1995年48回展の2回を除き、2002年第55回展まで一貫して連続出品を続けた。
芦屋市展における元永の受賞歴は1953年第6回展出品作「黄色の裸婦」ホルベイン賞、1955年第8回展「寶がある」ホルベイン賞・日本油絵具賞（彫刻）がある。同展主催の芦屋市美術協会が1955年7月に同市で開催した「真夏の太陽にいどむ野外モダンアート実験展」がきっかけとなり、元永は具体美術協会主催の吉原治良の誘いを受け同会に入会した。

### 具体美術協会時代
関西を主軸に活動していた具体美術協会に参加した元永は前例のない絵本づくりを志した。しかし、活動初期は抽象画を用いた絵本に対し抗議の手紙が多かったことも2011年のインタビューで述懐している。
この当時から1971年に同協会を脱会するまで、元永は中心メンバーとして活躍した。1957年には後に妻となる中辻悦子と西宮美術教室で出会っている。翌1958年より日本画のたらし込み技法にヒントを得、キャンバス上に絵の具を流した絵作りを開始している。
1960年からはアメリカ合衆国ニューヨークの画廊やイタリアのトリノにある国際美学研究センターと契約を結んだほか、翌1961年に東京の画廊で個展を開いたことをきっかけとして東京の作家および評論家と交流を持つことに繋がった。
活動の幅を広げた元永は1964年第6回現代日本美術展、1966年第7回同展で連続で優秀賞を受賞している。また同1966年、ジャパン・ソサエティの招聘により妻の中辻悦子を伴ってアメリカ合衆国ニューヨークへ渡米し、その際に同じく招聘された谷川俊太郎と知り合った。1967年に帰国するまでにニューヨークで絵画技法に試行錯誤を重ね、新たな作風を確立した。
帰国後は1970年に大阪で開催された大阪万国博覧会の具体美術祭りに参加したものの、新規参加メンバーを多く加えた同協会の雰囲気に違和感を覚えたことを理由として翌1971年10月に具体美術協会を脱退した。
なお、同協会は元永が脱退した翌年の1972年に主催の吉原治良が死去したことにより解散している。色をつけた水を透明な袋に入れた「水の立体作品」が同協会時代の元永の代表作だった。

### 絵本作家時代
具体美術協会脱退直前の1970年より絵本制作活動を開始しており、自身初の絵本は英文の『ポアン・ホワンけのくもたち』で、アクリルとエアブラシを用いたユーモラスな画風として1973年に刊行された。
1980年代以降は具体美術協会の再評価に伴い、国内外を問わず開催された関連展覧会に積極的に参加した。
また、絵本原画展も数多く開催し、2007年以降は妻の中辻悦子の作品も展覧した「もーやん えっちゃん ええほんのえ」展が各地を巡回した。

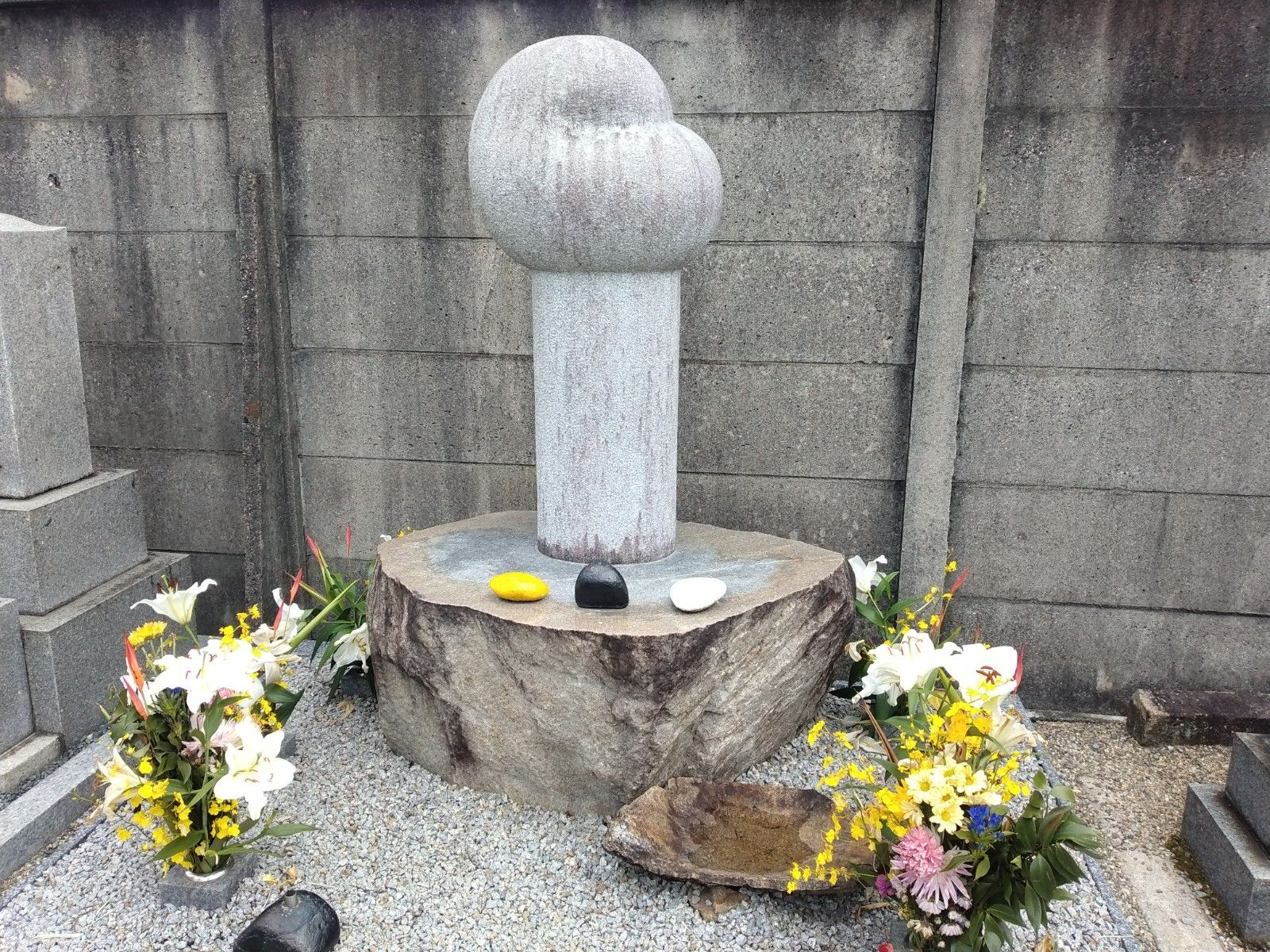
元永定正の墓(伊賀市念佛寺)

### 晩年
地元の三重県立美術館で元永の大規模な回顧展が1991年、2009年の2回に渡って開催されるなどしたほか、1980年代以降死去までに数多くの賞を受けた。
2011年10月3日、前立腺がんのため、兵庫県宝塚市の病院で死去、88歳没。
死後、元永の遺作は妻の中辻悦子によって宝塚市などへ寄贈された。

## 主な受賞
- 1983年
  - 第2回芸術文化振興協会賞[13]
  - 第15回日本芸術大賞[13]
- 1986年 - 兵庫県文化賞[13][14]
- 1988年 - フランス政府より芸術文芸シュバリェ賞[1][13]
- 1991年 - 紫綬褒章[1][13]
- 1992年 - 大阪芸術賞
- 1997年 - 勲四等旭日小綬章[1]
- 2002年 - 三重県民功労賞文化賞[1]

## 主な著作
- 谷川俊太郎著、元永定正画『もこもこもこ』文研出版、1977年4月25日。ISBN 978-4580813953。
- 元永定正『がちゃがちゃ どんどん』福音館書店、1990年4月10日。ISBN 978-4834010244。
- 山下洋輔著、元永定正画『もけら もけら』福音館書店、1990年11月30日。ISBN 978-4834004021。
  - 絵本にっぽん賞受賞作品[15]。